# Stefan Rokebrand
Stefan Rokebrand (Hilversum, 14 juni 1977) is een Nederlandse acteur.

## Levensloop
Rokebrand volgde een opleiding aan Toneelschool Arnhem. Sinds 2000 is hij actief als acteur en speelt hij rollen in Nederlandse series. In 2000 speelde Rokebrand in een aflevering van de serie Blauw blauw, als het personage 'Willem de Graaf'. In 2008 speelde hij in een aflevering van De co-assistent en in 2011 in de serie Van God Los, waarin hij de rol van Jeffrey speelde. Van 2009 tot 2013 was hij verbonden aan Toneelgroep Oostpool. Rokebrand is ook te zien in één aflevering van Flikken Maastricht, in de rol van Eddie Herremans. Toen er in 2014 een tweede seizoen van Celblok H kwam, kreeg Rokebrand een hoofdrol als het personage 'Maxine van Leeuwen', een rol die hij jaren zou blijven vertolken.

## Theater
- 2009 - Wachten op Godot, als Vladimir[2]
- 2014/2015 - Soldaat van Oranje, als Erik Hazelhoff Roelfsema
- 2015 - Ploegen, als Christophe
- 2016 - Chez Brood, als Herman Brood
- 2021/2022 - The Sound of Music, als Kapitein Georg von Trapp